# Batalla de Tassafaronga
La batalla de Tassafaronga, también conocida como cuarta batalla de la isla de Savo o como batalla nocturna del mar de Lunga (ルンガ沖夜戦 Runga-oki Yasen?) según fuentes japonesas, fue una batalla naval nocturna que se desarrolló el 30 de noviembre de 1942 entre la Armada Imperial Japonesa y la Armada de los Estados Unidos como parte de la campaña del Pacífico de la Segunda Guerra Mundial. La batalla tuvo lugar en el estrecho del Fondo de Hierro (en inglés: Ironbottom Sound), cerca del área de Tassafaronga en Guadalcanal y fue una victoria táctica relativa para los japoneses.

## Resumen
En la batalla, una fuerza estadounidense de cinco cruceros y cuatro destructores bajo el mando del almirante Carleton H. Wright intentó sorprender y destruir una fuerza naval japonesa compuesta por ocho destructores al mando del contraalmirante Raizō Tanaka, los cuales trataban de entregar suministros de alimentos a las fuerzas japonesas en Guadalcanal.
Apoyándose en el uso de radares, los buques de guerra estadounidenses abrieron fuego y hundieron uno de los destructores japoneses. Tanaka y el resto de sus barcos reaccionaron rápidamente lanzando numerosos torpedos a los buques de guerra estadounidenses, con los cuales alcanzaron y hundieron a un crucero y dejaron seriamente dañados a otros tres. La acción permitió al resto de los buques japoneses escapar sin daño adicional relevante, aunque no pudieron completar la misión de entregar los suministros. La batalla, a pesar de haber sido una derrota táctica grave para los Estados Unidos, tuvo un escaso impacto estratégico, ya que los buques japoneses, a pesar de la victoria, fueron incapaces de ayudar en los infructuosos esfuerzos por echar a las fuerzas aliadas de Guadalcanal.

## Contexto

### Campaña de Guadalcanal
El 7 de agosto de 1942, fuerzas aliadas —principalmente estadounidenses— desembarcaron en Guadalcanal, Tulagi y las islas Florida, parte de las islas Salomón. El objetivo de dicho desembarco era imposibilitar que los japoneses usaran tales islas como bases que amenazaran las rutas de abastecimiento entre los Estados Unidos y Australia. Además, tenía como propósito asegurar las islas como puntos de arranque para una campaña cuya meta final sería neutralizar la base mayor de Japón en Rabaul, así como apoyar la campaña de los Aliados en Nueva Guinea. Los desembarcos dieron comienzo a una campaña de seis meses de duración en la isla.
Entre 2000 y 3000 militares japoneses, que estaban destacados en las islas, fueron tomados por sorpresa, y al anochecer del 8 de agosto, 11 000 soldados aliados, bajo el mando del teniente general Alexander Vandegrift, aseguraron Tulagi, pequeñas islas cercanas, así como el campo de aviación que se encontraba en construcción en punta de Lunga, en Guadalcanal. Los Aliados renombraron dicho campo como Campo Henderson, desde donde operó un grupo aéreo conocido como «Cactus Air Force» (CAF) debido al código aliado utilizado para referirse a la isla. Para defender el campo de aviación, marines de los Estados Unidos establecieron un perímetro defensivo alrededor de la punta de Lunga. Refuerzos adicionales llegados durante los dos meses siguientes incrementaron el número de soldados estadounidenses en el lugar, llegando a sumar más de 20 000 efectivos.

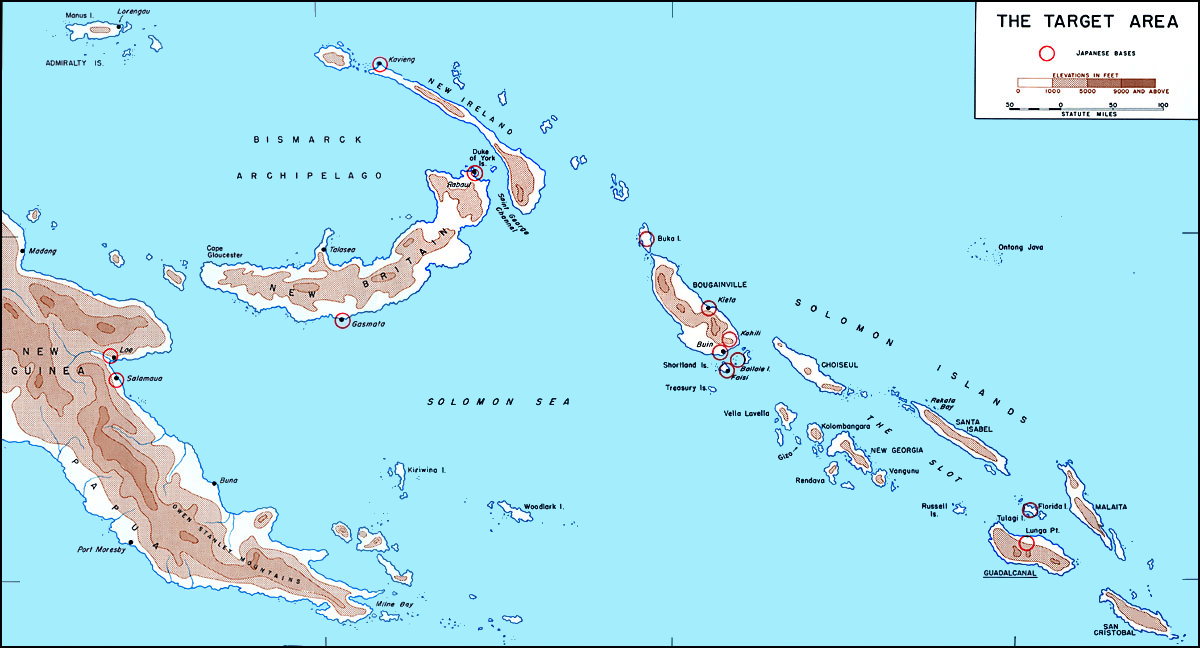
Las Islas Salomón. El estrecho de Nueva Georgia, conocido por los Aliados como «The Slot», abarca desde Bougainville y las islas Shortland (al centro) hasta Guadalcanal (esquina inferior derecha).

En respuesta al desembarco aliado en Guadalcanal, el Cuartel General Imperial asignó al 17.º Ejército, con base en Rabaul y comandado por el teniente general Harukichi Hyakutake, la tarea de retomar Guadalcanal. Tropas de dicha unidad comenzaron su arribo a la isla el 19 de agosto.
Debido a la amenaza de aeronaves estacionadas en el Campo Henderson, los japoneses solo fueron capaces en raras ocasiones de utilizar grandes y lentos buques de transporte para el desembarco de tropas y suministros; emplearon en su lugar buques de guerra con base en Rabaul y las islas Shortland. Los buques japoneses, principalmente cruceros ligeros y destructores de la 8.ª Flota, al mando del vicealmirante Gunichi Mikawa, casi siempre lograron atravesar el estrecho de Nueva Georgia (conocido por los Aliados como «The Slot») hacia Guadalcanal y hacer el camino de regreso en una sola noche, minimizando por tanto el riesgo de un ataque por parte de las aeronaves del Campo Henderson. Transportar las tropas de esta forma, sin embargo, impidió que gran parte del equipo pesado —suministros, artillería pesada, vehículos, comida y municiones de los soldados— pudiera ser transportado junto con ellas. Estos rápidos envíos en Guadalcanal ocurrieron durante toda la campaña; serían conocidos por los Aliados como «Tokyo Express» y como «transporte de ratas» por los japoneses.
Los japoneses intentaron en varias ocasiones, entre agosto y noviembre de 1942, apoderarse del Campo Henderson y expulsar a las tropas aliadas de Guadalcanal, aunque fue en vano. El último intento por parte de los japoneses de llevar tropas a la isla falló durante la batalla naval de Guadalcanal, del 12 al 15 de noviembre.
El 26 de noviembre, el teniente general Hitoshi Imamura tomó el mando del recién formado 8.° Ejército de Área, con base en Rabaul. El nuevo mando abarcaba tanto el 17.° Ejército de Hyakutake en las Salomón como el 18.° Ejército en Nueva Guinea. Una de las prioridades de Imamura después de asumir el mando fue la de continuar con los intentos de retomar el Campo Henderson. Sin embargo, la ofensiva aliada durante la batalla de Buna-Gona le hizo cambiar sus prioridades. Debido a que el intento de los Aliados de tomar Buna fue considerado como una amenaza mayor a Rabaul, Imamura pospuso más intentos de reforzar Guadalcanal y se concentró en la situación de Nueva Guinea.

### Crisis de suministros
Debido a una combinación de la amenaza de los aviones del Campo Henderson, las PT Boats estacionadas en Tulagi y un ciclo de luz de luna brillante, los japoneses comenzaron a utilizar submarinos para llevar provisiones a sus tropas en Guadalcanal. Desde el 16 de noviembre y durante las siguientes tres semanas, 16 submarinos hicieron entregas nocturnas de alimentos a la isla, haciendo un viaje cada noche. Cada submarino podía llevar entre 20 y 30 toneladas de suministros, suficiente para alimentar por un día a los soldados del 17.° Ejército, pero con el inconveniente que suponía transportar dicha carga manualmente a través de la jungla hasta el frente de batalla, lo que limitó su capacidad de sustentar a las tropas. Al mismo tiempo, trataron de establecer una cadena de tres bases en las Salomón centrales para que pequeños barcos pudieran ser utilizados como escala para el envío de suministros a Guadalcanal, pero los ataques aéreos aliados a estas islas hicieron necesario que los japoneses abandonaran el plan.
El 26 de noviembre, el 17.° Ejército informó a Imamura que se estaban enfrentando a una dura crisis de alimentos. Algunas unidades en el frente de batalla no habían sido revitualladas durante seis días e incluso tropas en el área de retaguardia solo tenían la tercera parte de raciones. La situación desesperada forzó a los japoneses a volver a utilizar destructores para entregar los suministros necesarios.

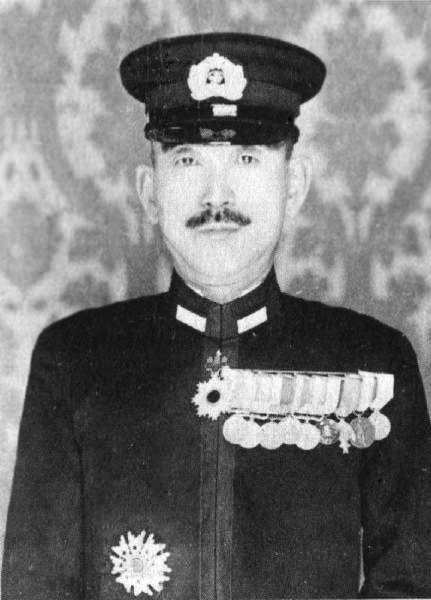
Raizō Tanaka

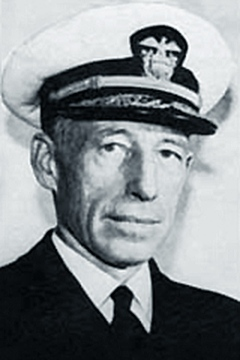
Carleton H. Wright

Personal de la 8.ª Flota desarrolló un plan para ayudar a que se redujera el riesgo para los destructores que hacían las entregas. El plan consistía en utilizar bidones de combustible o aceite, los cuales serían limpiados y rellenados con suministros médicos y alimentos, pero con suficiente espacio vacío para que el aire interior permitiera que el bidón flotara, siendo además atados en tándem entre sí. La idea era botarlos por la borda y esperar a que la corriente los llevara a la playa, se consideraba además que habría una pérdida aleatoria de suministros, pero era mejor eso que perder unidades de guerra.
Cuando los destructores llegaran a Guadalcanal harían un viraje brusco y se soltarían los bidones, que caerían al mar por la borda. Después, un nadador o un bote los recuperaría para remolcarlos a la orilla, donde los soldados podrían transportar los suministros.
La Unidad de Refuerzo de la 8.ª Flota en Guadalcanal, en ese momento comandada por Raizō Tanaka, recibió de Mikawa la tarea de hacer la primera de las cinco entregas de suministros utilizando el método de los bidones, la cual se realizaría la noche del 30 de noviembre. La unidad de Tanaka contaba con ocho destructores del Escuadrón de Destructores (Desron) 2, seis de los cuales llevarían entre 200 y 240 bidones cada uno. El buque insignia de Tanaka fue el Naganami, el cual fungió como escolta junto con el Takanami. Los seis destructores que llevarían los bidones serían los Kuroshio, Oyashio, Kagerō, Suzukaze, Kawakaze y Makinami. Para ahorrar peso, estos seis destructores dejarían sus recargas de torpedos Tipo 93 Long lance en las Shortland y llevarían exclusivamente 8 torpedos por nave, uno por cada tubo.
Después de la batalla naval de Guadalcanal el vicealmirante William Halsey, comandante de las fuerzas del Pacífico sur, reorganizó las fuerzas navales bajo su mando, incluyendo la formación de la Fuerza de Tareas 67 (Task Force 67 o TF67) el 24 de noviembre en Espíritu Santo. La TF 67 estaba compuesta por los cruceros pesados USS Minneapolis (CA-36), USS New Orleans (CA-32), USS Pensacola (CA-24) y USS Northampton (CA-26), el crucero ligero USS Honolulu (CL-48), y cuatro destructores (USS Fletcher (DD-445), USS Drayton (DD-366), USS Maury (DD-401) y USS Perkins (DD-377)). El vicealmirante Carleton H. Wright reemplazó a Thomas Kinkaid como comandante de la Task Force 67 el 28 de noviembre.
Después de tomar el control, Wright se reunió con sus comandantes para explicarles su plan para enfrentarse a los japoneses en lo que esperaba serían combates nocturnos alrededor de Guadalcanal; los estadounidenses estaban en pleno conocimiento de que los japoneses eran expertos en ese tipo de combates. 
El plan, que había trazado con Kinkaid, aseguraba que los destructores equipados con radar navegarían al frente de los cruceros y lanzarían un ataque sorpresa con torpedos al localizar a los buques enemigos para después salir del área y dejar a los cruceros una línea de tiro despejada. Los cruceros entonces entablarían combate con sus cañones a una distancia de entre 9100 y 11 000 metros. Los hidroaviones de los cruceros explorarían y lanzarían bengalas durante la batalla.

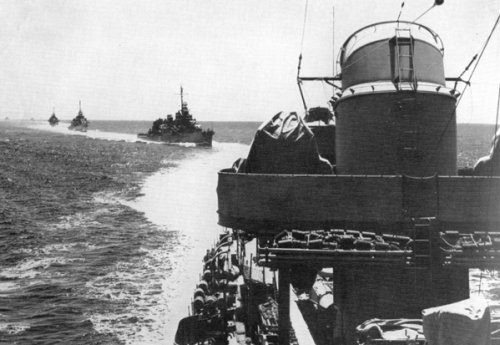
La TF67 se dirige a Guadalcanal el 30 de noviembre. El Fletcher (en primer plano) es seguido por el Perkins, Maury, Drayton y los cruceros (en la distancia).

El 29 de noviembre, personal de inteligencia de los Aliados interceptó y descifró un vital mensaje japonés transmitido al 17.° Ejército en Guadalcanal que los alertaba del envío de Tanaka. Después de ser informado del mensaje, Halsey ordenó a Wright que la TF 67 interceptara a Tanaka en las cercanías de Guadalcanal. La TF 67 y su buque insignia, el Minneapolis, salió de Espíritu Santo a 27 nudos (50 km/h) justo antes de la medianoche del 29 de noviembre para un viaje de 930 kilómetros hasta Guadalcanal. Durante el viaje, los destructores USS Lamson (DD-367) y USS Lardner (DD-487), los cuales regresaban después de haber sido asignados como escolta en Guadalcanal, recibieron instrucciones de unirse a la TF 67. Ya sin el tiempo suficiente para reunirse con sus oficiales y hacerles saber el plan de acción, Wright los ubicó detrás de los cruceros. 
A las 17:00 del 30 de noviembre, los cruceros estadounidenses enviaron hacia Tulagi un hidroavión cada uno para que lanzaran bengalas durante la batalla nocturna que se esperaba. A las 20:00 Wright ordenó a sus tripulantes que ocupasen sus puestos de batalla.
Por su parte, la flota japonesa al mando de Tanaka partió de las islas Shortland poco después de la medianoche para realizar su entrega en Guadalcanal. Tanaka intentó evitar los aviones de reconocimiento aliados primero dirigiéndose al noreste a través del estrecho de la isla de Boungainville, antes de virar hacia el sureste y posteriormente dirigirse hacia el sur a través del estrecho Indispensable. 
Paul Mason, un vigía de costa australiano que estaba en la parte sur de Boungainville, dio un aviso por radio de la salida de la flota japonesa, que fue transmitido a Wright. Al mismo tiempo, un avión de reconocimiento japonés localizó la fuerza americana cerca de Guadalcanal y dio aviso a Tanaka, quien comentó a sus comandantes que esperaran acción esa noche y que «en tal caso, se haría el máximo esfuerzo para destruir al enemigo sin consideraciones por su seguridad con tal de poder descargar los suministros».

## Batalla

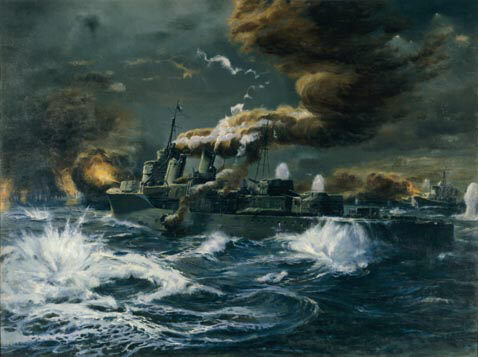
Representación del Takanami en la batalla de Tassafaronga

### Preludio

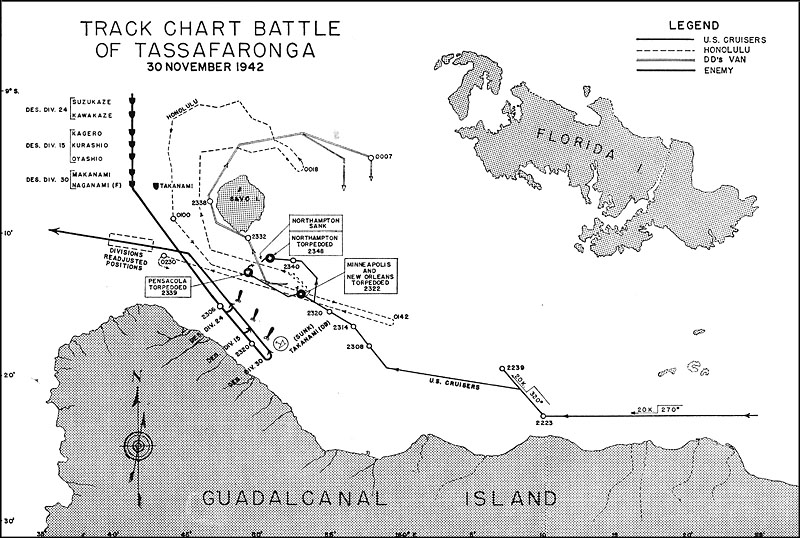
Mapa de la Armada de los Estados Unidos que muestra la batalla basado en los recuentos de japoneses y estadounidenses participantes

A las 21:40 del 30 de noviembre, los buques japoneses avistaron la isla Savo desde el estrecho Indispensable. Los buques se encontraban formados en columna a intervalos de 600 metros: primero el Takanami, seguido por los Oyashio, Kuroshio, Kagerō, Makinami, Naganami, Kawakaze y Suzukaze. 
Al mismo tiempo la TF 67 entró al canal Lengo en dirección al estrecho del Fondo de Hierro. Los buques estadounidenses también iban en columna: primero el Fletcher, seguido por los Perkins, Maury, Drayton, Minneapolis, New Orleans, Pensacola, Honolulu, Northampton, Lamson y Lardner. Los cuatro destructores de vanguardia precedían a los cruceros en 3700 metros, distancia que posteriormente los cruceros redujeron a 910.
A las 22:40 los buques japoneses pasaron por el sur de la isla Savo, alrededor de cinco kilómetros de la costa de Guadalcanal y disminuyeron su velocidad a 12 nudos (22 km/h) al acercarse al área de descarga que eran dos puntos: la punta Tassafaronga y el arrecife Doma. 
El Takanami, siguiendo órdenes de Tanaka, tomó posición de vigía a dos kilómetros mar adentro para proteger la columna. Mientras tanto, la TF 67 salió del canal Lengo y se dirigió hacia isla Savo a una velocidad de 20 nudos (37 km/h). Los cuatro destructores estadounidenses de vanguardia se movieron hacia una posición ligeramente más cercana a la costa que la de los cruceros. El cielo nocturno no contaba con la luz de la luna, con una visibilidad de entre tres y once kilómetros. 
Debido a que el mar estaba extremadamente calmado, lo que ocasionaba un efecto de succión en sus flotadores, los hidroaviones de la flota estadounidense asignados vieron retrasado su despegue desde el puerto de Tulagi, por lo que no fueron un factor en la batalla.
A las 23:06, la flota estadounidense comenzó a detectar la flota japonesa en sus radares cerca del cabo Esperanza, a 21 000 metros de distancia. Los destructores de vanguardia se unieron a la columna mientras esta avanzaba hacia isla Savo. Mientras tanto, los buques japoneses, que no estaban equipados con radar, se dividieron en dos grupos y se prepararon para arrojar los bidones por la borda. Los destructores Naganami, Kawakaze y Suzukaze se dirigieron al punto donde debían soltar los bidones, cerca del arrecife Doma, mientras que los Makinami, Kagerō, Oyashio y Kurashio se dirigieron hacia Tassafaronga. 
A las 23:12 el Takanami tuvo contacto visual con la columna enemiga, lo que fue confirmado por los vigías de otros barcos; a su vez, el Takanami fue detectado por radar por la fuerza enemiga. A las 23:16 Tanaka ordenó que se detuvieran las actividades de descarga y que todos los buques se posicionaran y atacaran con torpedos.

### Acción

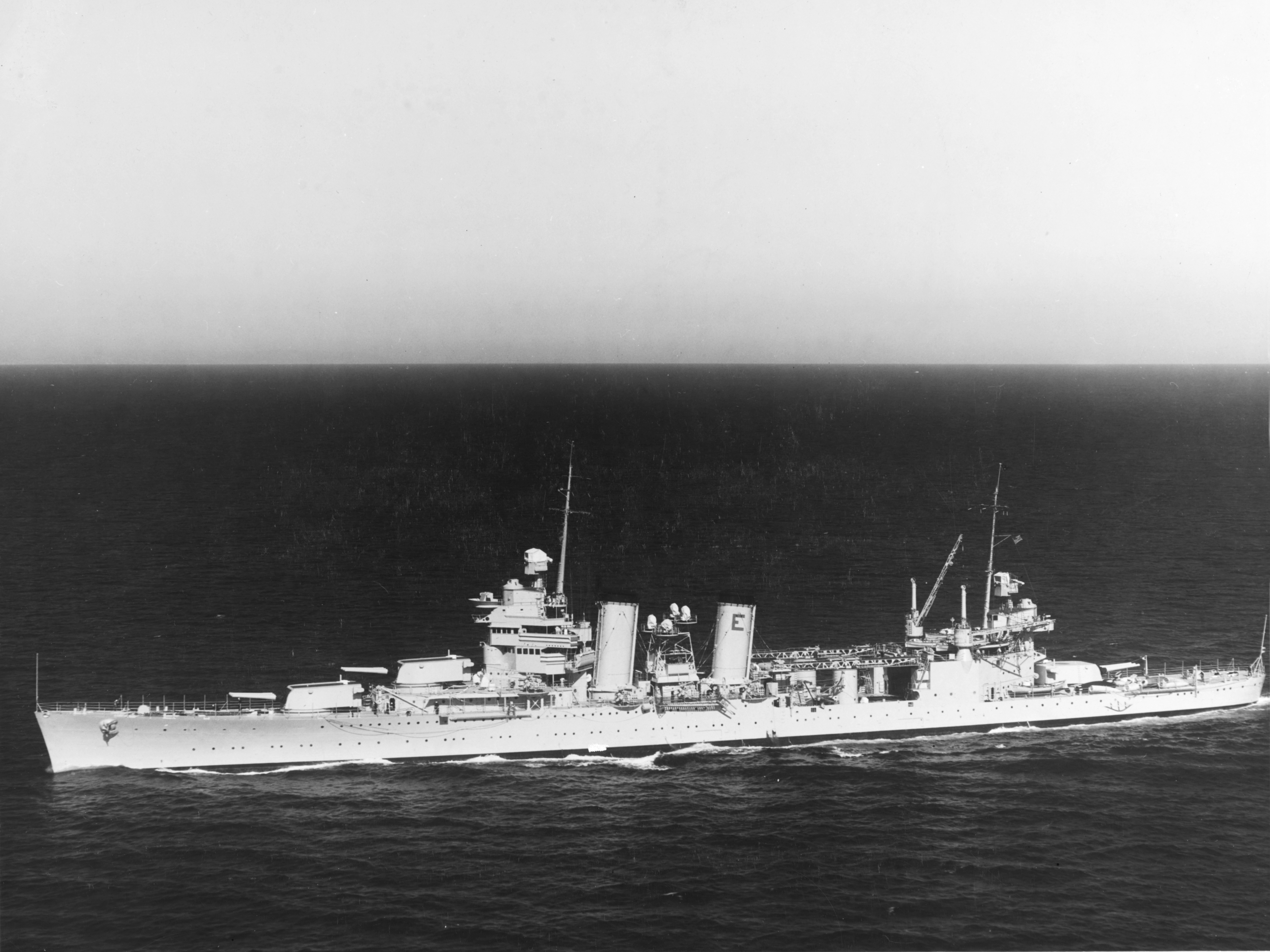
USS Minneapolis

A las 23:14 los radaristas del Fletcher establecieron contacto firme en el radar con el Takanami y el grupo guía de cuatro destructores que llevaban los bidones. A las 23:15, a una distancia de 6400 metros, el comandante William M. Cole, capitán del Fletcher y al mando del grupo de destructores, envió un mensaje por radio a Wright solicitando permiso para lanzar los torpedos. Wright esperó dos minutos antes de responder que la distancia de disparo era aún excesiva y que debían acercarse más. Cole replicó que la distancia era adecuada, pero tuvo que esperar dos minutos más para que Wright diera la orden de atacar. Mientras tanto los destructores japoneses ya habían maniobrado para evitar la posición óptima desde la que podían recibir los impactos, en posición paralela en relación con el ataque, ocasionando que los torpedos hicieran un mayor recorrido, cercano a su alcance máximo, y se colocaron en posición de ataque. 
A las 23:20 Wright dio la orden, y los destructores Fletcher, Perkins y el Drayton lanzaron un total de 20 torpedos Mark 15 (10 del Fletcher, 8 del Perkins y dos del Drayton) contra los buques japoneses. Debido a que el destructor Maury no contaba con radar, y por lo tanto no tenía contacto, no disparó.  Una vez disparados los torpedos, los destructores americanos despejaron el área de combate. Al mismo tiempo, Wright ordenó a los cruceros que abrieran fuego contra el enemigo. A las 23:21 el Minneapolis cumplió la orden con su primera salva, seguido rápidamente por los demás cruceros. Los cuatro destructores estadounidenses dispararon bengalas para iluminar los blancos y aumentaron la velocidad para dejar el campo expedito a los cruceros.
Debido a su proximidad a la columna estadounidense, el destructor en vanguardia Takanami, señalado por visual y radar, fue el blanco de la mayoría de los ataques iniciales. El Takanami devolvió el ataque y lanzó su carga de ocho torpedos, pero fue alcanzado por los disparos de artillería y en menos de cuatro minutos fue incendiado y estaba inutilizado. Mientras el Takanami era atacado, el resto de los buques japoneses pasaron casi desapercibidos por los estadounidenses, aumentaron su velocidad, maniobraron y se prepararon para responder el ataque. Todos los torpedos estadounidenses lanzados fallaron.

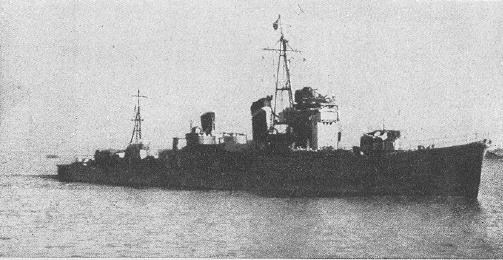
El destructor Kawakaze

El buque insignia de los japoneses, el Naganami, invirtió el rumbo virando a estribor, abrió fuego y comenzó a lanzar una cortina de humo. Los dos barcos detrás de él, el Kawakaze y el Suzukaze, cambiaron curso hacia babor. A las 23:23 el Suzukaze lanzó ocho torpedos Long Lance en dirección de los destellos que producían los disparos de los cruceros enemigos, seguido por el Naganami y el Kawakaze, los cuales lanzaron toda su carga de ocho torpedos a las 23:32 y 23:33 respectivamente.
Mientras tanto, los cuatro destructores  al frente de la columna mantuvieron su rumbo hacia la costa de Guadalcanal, permitiendo que los cruceros estadounidenses pasaran con rumbo contrario. Una vez que el Takanami no estuvo en medio de la línea de ataque, a las 23:28 el Kuroshio lanzó cuatro torpedos dejando 4 en reserva y el Oyashio sus ocho torpedos en dirección de la columna enemiga, invirtieron el rumbo y aumentaron su velocidad. Los cruceros estadounidenses mantuvieron el mismo curso y velocidad mientras los 44 torpedos Long Lance se acercaban en su dirección.
A las 23:27, mientras el Minneapolis disparaba su novena salva y Wright se preparaba para ordenar el cambio de curso a la columna, dos torpedos (procedentes del Suzukaze o del Takanami), impactaron en su sector proel. Una ojiva hizo estallar los depósitos de combustible de aviación ubicados delante de la torreta número uno, mientras que la otra inhabilitó tres de las cuatro salas de calderas. La parte de la proa delante de la torreta número uno se dobló en un ángulo de 70°, por lo que el barco se frenó, perdió potencia y su capacidad de maniobrar. 37 hombres murieron. Después de que su barco fue dañado, Wright pasó el mando de la flota al contraalmirante Mahlon Tisdale del Honolulu.

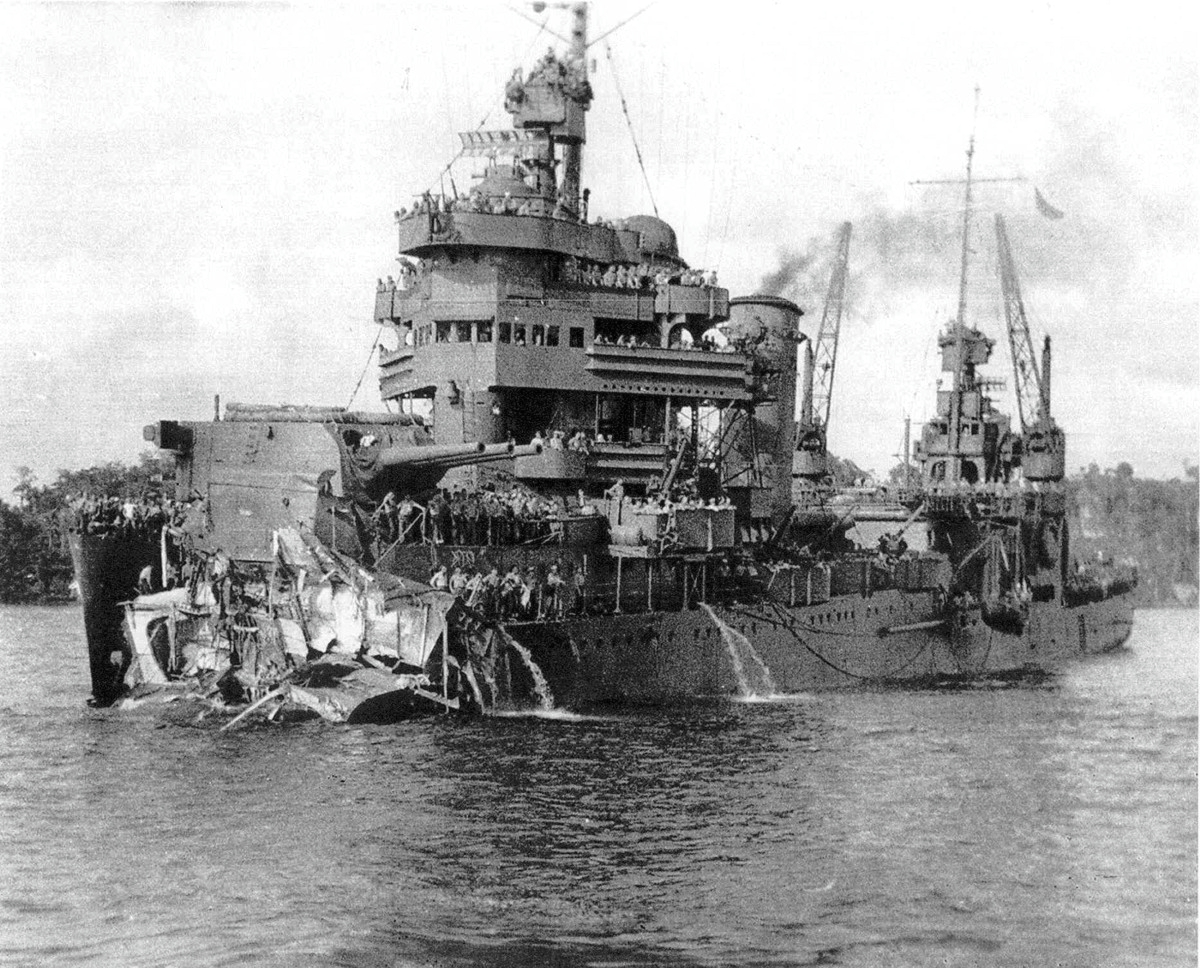
El New Orleans cerca de Tulagi la mañana siguiente a la batalla

Menos de un minuto después, un torpedo alcanzó al New Orleans, se encajó en la torreta uno y ocasionó la explosión de los cuartos delanteros de almacenaje de gasolina y municiones. La explosión desgajó toda la proa hasta la torreta dos. La proa giró hasta babor, dañó el casco al desprenderse y se hundió inmediatamente en el cuadrante de popa-babor. El New Orleans se vio obligado a cambiar el curso hacia estribor y perdió maniobrabilidad y comunicaciones. Todos los que se encontraban en las torretas delanteras uno y dos perecieron: un total de 183 marinos.
El USS Pensacola era el siguiente que se encontraba a estribor en la columna. Después de observar que el Minneapolis y el New Orleans estaban siendo dañados y disminuían su velocidad, maniobró para pasarlos por babor y después retomó el curso. A las 23:39 fue alcanzado por un torpedo, el cual golpeó a la altura del mástil principal. La explosión propagó aceite en llamas a través del interior y de la cubierta principal del barco: murieron 125 tripulantes. El impacto arrancó el eje de transmisión de babor y el barco escoró 13° y perdió potencia, comunicaciones y su maniobrabilidad.
Tras la popa del Pensacola, el capitán del Honolulu decidió pasar por estribor del Minneapolis y New Orleans. Al mismo tiempo, el buque incrementó su velocidad a 30 nudos (56 km/h), maniobró drásticamente y pudo transitar por el área sin resultar dañado, mientras continuaba disparando en contra de los destructores enemigos, los cuales desaparecían rápidamente.
El último crucero de la columna estadounidense, el Northampton, siguió al Honolulu a través de los cruceros dañados por estribor. A diferencia del primero, el Northampton no incrementó su velocidad ni hizo maniobras drásticas. A las 23:48, después de haber retomado el curso original, fue impactado por dos torpedos provenientes del Kawakaze. Uno golpeó a tres metros por debajo de la línea de flotación en la sala posterior de máquinas y, cuatro segundos más tarde, el segundo golpeó a doce metros en la popa. La sala de máquinas se inundó, tres de los cuatro ejes dejaron de girar y el buque escoró 10° a babor, incendiándose: 50 tripulantes perdieron la vida.
Los últimos barcos en la columna estadounidense, Lamson y Lardner, no pudieron encontrar ningún blanco y salieron del área hacia el este después de recibir disparos desde el New Orleans por error. Posteriormente los cuatro destructores de Cole dieron una vuelta completa a la isla Savo a máxima velocidad y regresaron al área de combate, pero la batalla ya había terminado.
A las 23:44 Tanaka mandó instrucciones a sus barcos de romper el contacto y retirarse del área. Mientras avanzaban por la costa de Guadalcanal el Kuroshio y el Kagero lanzaron los cuatro torpedos cada uno que le quedaban, dirigiéndolos hacia donde se encontraban los buques enemigos, pero todos fallaron. 
Al no recibir respuesta por radio de la tripulación del Takanami, Tanaka envió en contramarcha al Oyashio y al Kuroshio para que lo ayudaran. Los dos destructores localizaron el buque en llamas a la 01:00 del 1 de diciembre pero abandonaron los esfuerzos de rescate al detectar la presencia de buques enemigos en el área. Ambos destructores entonces tomaron rumbo para reunirse con el resto de la flota en su viaje de regreso hacia las Shortland, a las cuales llegaron 10 horas más tarde. El Takanami fue el único barco alcanzado y seriamente dañado por los disparos norteamericanos durante la batalla, solo 48 tripulantes se salvaron llegando a nado a Guadalcanal.

## Consecuencias

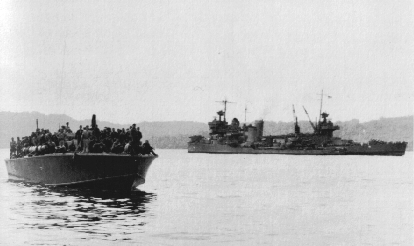
Un PT Boat transporta a los sobrevivientes del Northampton cerca de Tulagi la mañana del 1 de diciembre. El New Orleans se encuentra al fondo.

La tripulación sobreviviente del Takanami abandonó el barco a las 01:30, pero una gran explosión mató a muchos más que se encontraban en el agua, incluyendo al comandante de la división de destructores Toshio Shimizu y al capitán del buque, Masami Ogura. De los 244 miembros de la tripulación, 48 sobrevivieron y llegaron a la playa de Guadalcanal, de los cuales 19 fueron capturados por los aliados.
La tripulación del Northampton fue incapaz de contener los incendios y comenzó a abandonar la nave a las 01:30. El buque se hundió a las 03:04, a unos seis kilómetros de la caleta de Doma, Guadalcanal (09°12′S 159°50′E / -9.200, 159.833). El Fletcher y el Drayton rescataron a 773 sobrevivientes.
El Minneapolis, New Orleans y Pensacola pudieron recorrer los 31 kilómetros hasta Tulagi la misma mañana del 1 de diciembre, donde fueron atracados para recibir reparaciones de emergencia. Los incendios en el Pensacola duraron 12 horas antes de poder ser apagados. El Pensacola salió posteriormente de Tulagi hacia el área de puertos en la parte sur donde fue reparado el día 6. Después de la construcción de proas temporales hechas a base de troncos de palmeras, el Minneapolis y el New Orleans salieron el 12 de diciembre de Tulagi hacia Espíritu Santo o Sídney, Australia. Los tres cruceros necesitaron extensas reparaciones que tomaron largo tiempo. El New Orleans regresó a la acción en agosto, el Minneapolis en septiembre y el Pensacola en octubre de 1943.
Esta batalla constituyó una de las peores derrotas de la Armada de los Estados Unidos durante la Segunda Guerra Mundial, la tercera después del ataque a Pearl Harbor y la batalla de la isla de Savo. La Armada de los Estados Unidos contó durante algún tiempo con solo cuatro cruceros pesados y nueve cruceros ligeros en operación en todo el Pacífico debido a las pérdidas sufridas en esta batalla, la de la isla de Savo, la de cabo Esperanza y la batalla naval de Guadalcanal. A pesar de la derrota, Wright recibió la Cruz de la Armada, una de las mayores condecoraciones por valentía, por sus acciones durante el combate. Intentando mitigar en cierto grado la destrucción de su fuerza especial, Wright escribió en el reporte del combate que habían hundido cuatro destructores japoneses y dañado a otros dos. En sus comentarios al reporte de Wright, Halsey puso mucha de la culpa de la derrota en Cole, asegurando que su escuadrón de destructores había lanzado los torpedos a una distancia mucho mayor de la efectiva y que debió de haber «ayudado» a los cruceros en lugar de dar círculos alrededor de la isla Savo. Por su parte, Tanaka aseguró haber hundido un acorazado y dañado dos cruceros en el enfrentamiento.
El resultado de la batalla llevó a varias discusiones en la flota de los Estados Unidos del Pacífico acerca de algunos cambios en la doctrina táctica y de mejoras técnicas, tales como desarrollar pólvora que no emitiera destellos. No fue sino hasta ocho meses después que los altos mandos de la Armada reconocieron graves problemas con el funcionamiento de los torpedos. Los estadounidenses ignoraron el alcance y poder de los torpedos japoneses y la efectividad de las tácticas de batalla durante combates nocturnos. De hecho, Wright aseguró que sus barcos debían de haber sido alcanzados por submarinos, debido a que la posición de los barcos japoneses que habían observado hacía improbable que torpedos con características de distancia y velocidad similares a los suyos pudieran haber causado tal daño, aunque Tanaka aseguró que sus torpedos fueron lanzados a una distancia corta, de unos 4,8 kilómetros. Los estadounidenses no supieron las verdaderas capacidades de los torpedos enemigos, así como sus tácticas nocturnas, sino hasta 1943. Después de la guerra, Tanaka dijo sobre su victoria en Tassafaronga: «He escuchado que algunos expertos navales de los Estados Unidos han alabado mi liderazgo en esa acción. No merezco tales honores. Fue la destreza superior y devoción de los hombres que me sirvieron la que produjo para nosotros esa victoria táctica».

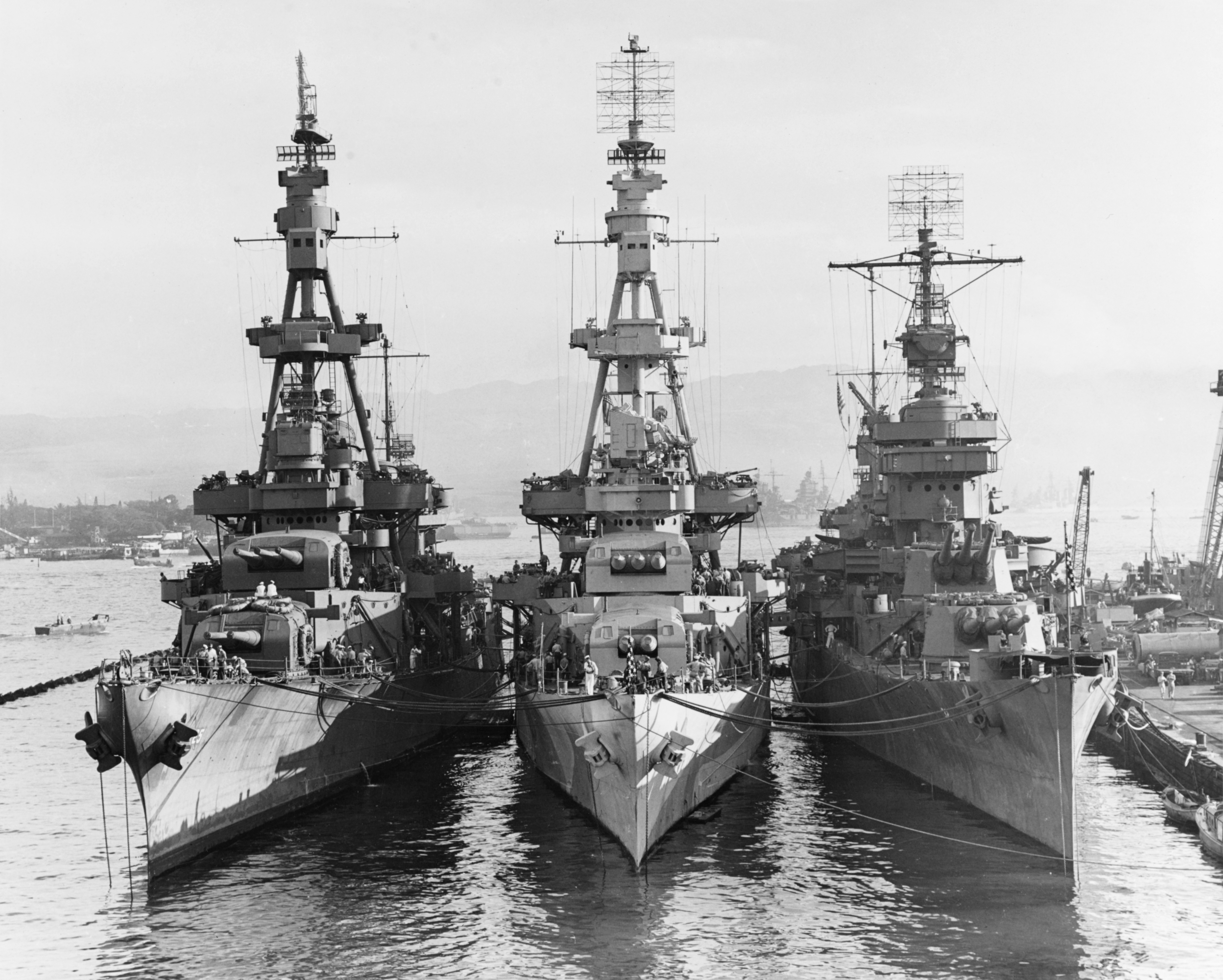
El Pensacola (centro) y el New Orleans (derecha) (junto con el) en Pearl Harbor el 31 de octubre de 1943 después de que culminaron sus reparaciones.

A pesar de la victoria en la batalla, la flota de Tanaka no pudo descargar los suministros que tanto necesitaban las tropas en Guadalcanal. Un segundo intento de entregar suministros en la isla por medio de 10 destructores el 3 de diciembre fracasó, después de que aviones aliados hundieran casi todos los 1500 bidones, salvándose solamente 310. El 7 de diciembre un tercer intento de 12 destructores fue repelido por PT Boats a las afueras de cabo Esperanza. La noche siguiente dos PT Boats torpedearon y hundieron al submarino japonés I-3 mientras este intentaba llevar suministros a Guadalcanal. De su tripulación, solamente cuatro sobrevivieron. Debido a las dificultades experimentadas al intentar llevar comida a la isla, la Armada Imperial le informó a Imamura el 8 de diciembre que detuviera los envíos mediante el uso de destructores inmediatamente. Después de las protestas de Imamura, la Armada accedió a que se hiciera un viaje más.
El último intento de llevar comida a Guadalcanal mediante el uso de destructores, en 1942, fue comandado por Tanaka la noche del 11 de diciembre y consistía en una flota de once destructores. Cinco PT Boats se encontraron con Tanaka a las afueras de Guadalcanal y atacaron con torpedos su buque insignia, el Teruzuki, lo que ocasionó graves daños en el destructor, además de que Tanaka resultó herido. Después de que Tanaka fuera transferido al Naganami, el Teruzuki fue hundido. Solo 220 de los 1200 bidones fueron recuperados por personal del ejército en la isla. Subsecuentemente, Tanaka fue relevado del mando y transferido a Japón el 29 de diciembre de 1942.
El 12 de diciembre la Armada Japonesa propuso que Guadalcanal fuera abandonado. A pesar de la oposición de líderes del ejército, quienes pensaban que aún se podía recapturar la isla, el 31 de diciembre el Cuartel General Imperial, con la aprobación del emperador, accedió a la evacuación de todas las fuerzas de Guadalcanal y a que se estableciera una nueva línea defensiva para las Salomón en Nueva Georgia. Los japoneses evacuaron sus fuerzas restantes en la denominada operación Ke, durante la cual retiraron sus tropas en el transcurso de tres noches consecutivas. Después de la victoria en la campaña de Guadalcanal, los Aliados continuaron su avance en el Pacífico hasta la posterior rendición de Japón, lo que daría fin a la Segunda Guerra Mundial.